# Alice Pauli
Pour les articles homonymes, voir Pauli (homonymie).
Alice Pauli, née le 13 janvier 1922 à Moutier et morte le 15 juillet 2022 à Lausanne, est une galeriste suisse.

## Biographie
Alice Pauli naît Alice Bucher le 13 janvier 1922 à Moutier dans le canton de Berne,. 
Après un apprentissage d'employée de commerce, elle devient représentante d'une entreprise horlogère en Suisse et à l'étranger. 
Elle épouse Pierre Pauli en 1952, avec qui elle a fils, Olivier, décédé en 1994. 
Créatrice avec son mari de la Biennale de la tapisserie, Alice Pauli anime la scène de l'art contemporain à Lausanne depuis de très nombreuses années. En compagnie de son mari, puis plus tard de son fils, Alice Pauli imprime à la vie artistique lausannoise des années 1960 un élan nouveau. 
Figure de l'art contemporain, Alice Pauli a ouvert la galerie éponyme en 1962, quand son mari, Pierre Pauli, lançait les Biennales internationales de la tapisserie de Lausanne, avec Jean Lurçat et René Berger. Le couple Pauli a favorisé la rencontre des artistes les plus marquants de l’époque avec le public. D'abord par le biais de la tapisserie avec la création de la fameuse Biennale, puis grâce aux Galeries Pilotes, les Pauli animent la scène de l'art contemporain à Lausanne, Genève et Bâle. 
Dès son ouverture en 1962, la Galerie Alice Pauli poursuit un double objectif. Elle n’a cessé, d’une part, de manifester son attachement à un certain patrimoine artistique et d’autre part, elle n’a jamais renoncé à sa mission de découvrir de nouveaux talents et ensuite d’assurer leur promotion en Suisse et à l’extérieur des frontières, ce travail sur le rayonnement de l’œuvre s’effectuant principalement dans les foires internationales (Bâle et Paris) et aussi en collaborant avec de nombreux musées en Suisse et à l’étranger. 
La municipalité de Lausanne lui décerne le 20 décembre 2010, à la Maison de Mon-Repos, la médaille d’or de la ville. 
Alice Pauli meurt dans la nuit du 14 au 15 juillet 2022 à l'âge de 100 ans.

## Sources
- « Alice Pauli », sur la base de données des personnalités vaudoises sur la plateforme « Patrinum » de la Bibliothèque cantonale et universitaire de Lausanne.
- Alice Pauli, galeriste, histoire d'amours, Association Plans-Fixes, 2000, Plans-fixes n° 1178
- 24 Heures, 20 décembre 2010, p. 40, avec photographie
- « Nous ne sommes plus liées par nos engagements »